# European Champions League 2001–2002 (damer)
European Champions League 2001–2002 spelades 4 december 2001 - 17 mars 2002. Det var den 42:e upplagan av tävlingen och 11 lag från CEV:s medlemsförbund deltog. RC Cannes vann tävlingen för första gången genom att besegra Volley Bergamo i finalen.

## Deltagande lag
| - Volley Bergamo - RC Cannes - CV Diego Porcelos - VK Uralochka-NTMK - Eczacıbaşı SK - Vakıfbank GS | - OK Kaštela - OK Branik - PTPS Piła - Schweriner SC - CV Tenerife |

## Gruppspelsfasen

### Grupper
| Grupp A                                             | Grupp B                          | Grupp C                                                     |
| --------------------------------------------------- | -------------------------------- | ----------------------------------------------------------- |
| Volley Bergamo Eczacıbaşı SK OK Kaštela CV Tenerife | RC Cannes Vakıfbank GS OK Branik | CV Diego Porcelos VK Uralochka-NTMK PTPS Piła Schweriner SC |

### Grupp A

#### Resultat
| Datum    | Mellan                         | Resultat | Set   | Set   | Set   | Set   | Set   | Poäng totalt | Speltid | Åskådare |
| Datum    | Mellan                         | Resultat | 1     | 2     | 3     | 4     | 5     | Poäng totalt | Speltid | Åskådare |
| -------- | ------------------------------ | -------- | ----- | ----- | ----- | ----- | ----- | ------------ | ------- | -------- |
| 05-12-01 | Volley Bergamo - OK Kaštela    | 3 - 0    | 25:17 | 25:16 | 25:18 |       |       | 75 - 51      | 0h:54   | 600      |
| 05-12-01 | Eczacıbaşı SK - CV Tenerife    | 3 - 0    | 25:14 | 25:22 | 26:24 |       |       | 76 - 60      | 1h:07   | 750      |
| 12-12-01 | CV Tenerife - Volley Bergamo   | 0 - 3    | 17:25 | 31:33 | 21:25 |       |       | 69 - 83      | 1h:21   | 1.600    |
| 12-12-01 | OK Kaštela - Eczacıbaşı SK     | 0 - 3    | 17:25 | 21:25 | 19:25 |       |       | 57 - 75      | 1h:21   | 840      |
| 19-12-01 | Volley Bergamo - Eczacıbaşı SK | 3 - 1    | 25:23 | 25:21 | 25:27 | 25:18 |       | 100 - 89     | -       | 0        |
| 19-12-01 | OK Kaštela - CV Tenerife       | 1 - 3    | 25:17 | 21:25 | 23:25 | 21:25 |       | 90 - 92      | 1h:34   | 1.000    |
| 09-01-02 | CV Tenerife - OK Kaštela       | 3 - 0    | 26:24 | 25:17 | 25:15 |       |       | 76 - 56      | 1h:09   | 2.000    |
| 09-01-02 | Eczacıbaşı SK - Volley Bergamo | 2 - 3    | 26:28 | 16:25 | 25:16 | 25:16 | 11:15 | 103 - 100    | 1h:51   | 830      |
| 16-01-02 | Volley Bergamo - CV Tenerife   | 3 - 0    | 25:14 | 25:14 | 28:26 |       |       | 78 - 54      | 1h:05   | 800      |
| 16-01-02 | Eczacıbaşı SK - OK Kaštela     | 3 - 0    | 25:14 | 25:17 | 25:13 |       |       | 75 - 44      | 1h:00   | 1.000    |
| 22-01-02 | OK Kaštela - Volley Bergamo    | 1 - 3    | 25:21 | 12:25 | 20:25 | 13:25 |       | 70 - 96      | 1h:28   | 600      |
| 22-01-02 | CV Tenerife - Eczacıbaşı SK    | 1 - 3    | 14:25 | 23:25 | 25:16 | 17:25 |       | 79 - 91      | 1h:31   | 1.320    |

#### Sluttabell
| Pos | Lag            | Poäng | Matcher | Matcher | Matcher   | Set   | Set       | Kvot  | Poäng | Poäng     | Kvot  |
| Pos | Lag            | Poäng | Spelade | Vunna   | Förlorade | Vunna | Förlorade | Kvot  | Vunna | Förlorade | Kvot  |
| --- | -------------- | ----- | ------- | ------- | --------- | ----- | --------- | ----- | ----- | --------- | ----- |
| 1   | Volley Bergamo | 12    | 6       | 6       | 0         | 18    | 4         | 4.500 | 532   | 436       | 1.220 |
| 2   | Eczacıbaşı SK  | 10    | 6       | 4       | 2         | 15    | 7         | 2.143 | 509   | 440       | 1.157 |
| 3   | CV Tenerife    | 8     | 6       | 2       | 4         | 7     | 13        | 0.538 | 430   | 474       | 0.907 |
| 4   | OK Kaštela     | 6     | 6       | 0       | 6         | 2     | 18        | 0.111 | 368   | 489       | 0.753 |

### Grupp B

#### Resultat
| Datum    | Mellan                   | Resultat | Set   | Set   | Set   | Set   | Set | Poäng totalt | Speltid | Åskådare |
| Datum    | Mellan                   | Resultat | 1     | 2     | 3     | 4     | 5   | Poäng totalt | Speltid | Åskådare |
| -------- | ------------------------ | -------- | ----- | ----- | ----- | ----- | --- | ------------ | ------- | -------- |
| 05-12-01 | RC Cannes - Vakıfbank GS | 3 - 0    | 25:21 | 25:23 | 26:24 |       |     | 76 - 68      | 1h:07   | 1.350    |
| 11-12-01 | Vakıfbank GS - OK Branik | 3 - 0    | 25:12 | 25:18 | 25:22 |       |     | 75 - 52      | 1h:04   | 350      |
| 18-12-01 | RC Cannes - OK Branik    | 3 - 0    | 25:9  | 25:21 | 25:14 |       |     | 75 - 44      | 1h:06   | 1.350    |
| 09-01-02 | OK Branik - RC Cannes    | 1 - 3    | 21:25 | 14:25 | 25:20 | 16:25 |     | 76 - 95      | 1h:30   | 1.400    |
| 16-01-02 | OK Branik - Vakıfbank GS | 0 - 3    | 15:25 | 14:25 | 24:26 |       |     | 53 - 76      | 1h:03   | 1.500    |
| 22-01-02 | Vakıfbank GS - RC Cannes | 0 - 3    | 17:25 | 18:25 | 19:25 |       |     | 54 - 75      | 1h:03   | 1.000    |

#### Sluttabell
| Pos | Lag          | Poäng | Matcher | Matcher | Matcher   | Set   | Set       | Kvot   | Poäng | Poäng     | Kvot  |
| Pos | Lag          | Poäng | Spelade | Vunna   | Förlorade | Vunna | Förlorade | Kvot   | Vunna | Förlorade | Kvot  |
| --- | ------------ | ----- | ------- | ------- | --------- | ----- | --------- | ------ | ----- | --------- | ----- |
| 1   | RC Cannes    | 8     | 4       | 4       | 0         | 12    | 1         | 12.000 | 321   | 242       | 1.326 |
| 2   | Vakıfbank GS | 6     | 4       | 2       | 2         | 6     | 6         | 1.000  | 273   | 256       | 1.066 |
| 3   | OK Branik    | 4     | 4       | 0       | 4         | 1     | 12        | 0.083  | 225   | 321       | 0.701 |

### Grupp C

#### Resultat
| Datum    | Mellan                                | Resultat | Set   | Set   | Set   | Set   | Set | Poäng totalt | Speltid | Åskådare |
| Datum    | Mellan                                | Resultat | 1     | 2     | 3     | 4     | 5   | Poäng totalt | Speltid | Åskådare |
| -------- | ------------------------------------- | -------- | ----- | ----- | ----- | ----- | --- | ------------ | ------- | -------- |
| 04-12-01 | CV Diego Porcelos - PTPS Piła         | 3 - 1    | 26:24 | 15:25 | 25:22 | 26:24 |     | 92 - 95      | 1h:40   | 1.900    |
| 06-12-01 | VK Uralochka-NTMK - Schweriner SC     | 3 - 0    | 25:14 | 25:23 | 25:14 |       |     | 75 - 51      | 1h:03   | 250      |
| 11-12-01 | Schweriner SC - CV Diego Porcelos     | 0 - 3    | 21:25 | 20:25 | 22:25 |       |     | 63 - 75      | 1h:15   | 2.000    |
| 12-12-01 | PTPS Piła - VK Uralochka-NTMK         | 0 - 3    | 16:25 | 14:25 | 16:25 |       |     | 46 - 75      | 0h:59   | 2.500    |
| 19-12-01 | CV Diego Porcelos - VK Uralochka-NTMK | 1 - 3    | 17:25 | 20:25 | 25:23 | 14:25 |     | 76 - 98      | 1h:26   | 1.900    |
| 19-12-01 | PTPS Piła - Schweriner SC             | 3 - 0    | 25:21 | 25:19 | 25:18 |       |     | 75 - 58      | 1h:12   | 1.850    |
| 08-01-02 | Schweriner SC - PTPS Piła             | 1 - 3    | 21:25 | 29:31 | 25:15 | 23:25 |     | 98 - 96      | 1h:45   | 700      |
| 09-01-02 | VK Uralochka-NTMK - CV Diego Porcelos | 3 - 0    | 25:15 | 25:18 | 25:19 |       |     | 75 - 52      | 0h:58   | 320      |
| 16-01-02 | CV Diego Porcelos - Schweriner SC     | 3 - 1    | 25:23 | 25:21 | 21:25 | 25:19 |     | 96 - 88      | 1h:38   | 1.200    |
| 16-01-02 | VK Uralochka-NTMK - PTPS Piła         | 3 - 1    | 25:21 | 25:22 | 16:25 | 25:14 |     | 91 - 82      | 1h:22   | 200      |
| 22-01-02 | PTPS Piła - CV Diego Porcelos         | 3 - 0    | 25:18 | 25:16 | 25:17 |       |     | 75 - 51      | 1h:06   | 2.000    |
| 22-01-02 | Schweriner SC - VK Uralochka-NTMK     | 0 - 3    | 19:25 | 19:25 | 14:25 |       |     | 52 - 75      | 1h:03   | 1.082    |

#### Sluttabell
| Pos | Lag               | Poäng | Matcher | Matcher | Matcher   | Set   | Set       | Kvot  | Poäng | Poäng     | Kvot  |
| Pos | Lag               | Poäng | Spelade | Vunna   | Förlorade | Vunna | Förlorade | Kvot  | Vunna | Förlorade | Kvot  |
| --- | ----------------- | ----- | ------- | ------- | --------- | ----- | --------- | ----- | ----- | --------- | ----- |
| 1   | VK Uralochka-NTMK | 12    | 6       | 6       | 0         | 18    | 2         | 9.000 | 489   | 359       | 1.362 |
| 2   | CV Diego Porcelos | 9     | 6       | 3       | 3         | 11    | 10        | 1.100 | 469   | 465       | 1.009 |
| 3   | PTPS Piła         | 9     | 6       | 3       | 3         | 10    | 11        | 0.909 | 442   | 494       | 0.895 |
| 4   | Schweriner SC     | 6     | 6       | 0       | 6         | 2     | 18        | 0.111 | 410   | 492       | 0.833 |

## Kvartsfinaler

### Match 1
| Datum    | Mellan                             | Resultat | Set   | Set   | Set   | Set   | Set   | Poäng totalt | Speltid | Åskådare |
| Datum    | Mellan                             | Resultat | 1     | 2     | 3     | 4     | 5     | Poäng totalt | Speltid | Åskådare |
| -------- | ---------------------------------- | -------- | ----- | ----- | ----- | ----- | ----- | ------------ | ------- | -------- |
| 13-02-02 | Vakıfbank GS - Eczacıbaşı SK       | 3 - 2    | 25:16 | 20:25 | 25:22 | 16:25 | 17:15 | 103 - 103    | 1h:45   | 2.800    |
| 13-02-02 | CV Diego Porcelos - Volley Bergamo | 0 - 3    | 18:25 | 16:25 | 20:25 |       |       | 44 - 75      | 1h:09   | 3.000    |
| 14-02-02 | VK Uralochka-NTMK - CV Tenerife    | 0 - 3    | 23:25 | 23:25 | 22:25 |       |       | 68 - 75      | 1h:12   | 500      |
| 14-02-02 | PTPS Piła - RC Cannes              | 3 - 2    | 28:26 | 25:19 | 17:25 | 8:25  | 17:15 | 95 - 110     | 1h:57   | 2.500    |

### Match 2
| Datum    | Mellan                             | Resultat | Set   | Set   | Set   | Set   | Set  | Poäng totalt | Speltid | Åskådare |
| Datum    | Mellan                             | Resultat | 1     | 2     | 3     | 4     | 5    | Poäng totalt | Speltid | Åskådare |
| -------- | ---------------------------------- | -------- | ----- | ----- | ----- | ----- | ---- | ------------ | ------- | -------- |
| 19-02-02 | Volley Bergamo - CV Diego Porcelos | 3 - 0    | 25:15 | 28:26 | 25:16 |       |      | 78 - 57      | 1h:05   | 600      |
| 20-02-02 | CV Tenerife - VK Uralochka-NTMK    | 2 - 3    | 25:22 | 16:25 | 20:25 | 25:23 | 6:15 | 92 - 110     | 1h:46   | 6.000    |
| 20-02-02 | Eczacıbaşı SK - Vakıfbank GS       | 3 - 0    | 25:19 | 25:22 | 25:16 |       |      | 75 - 57      | 1h:08   | 1.000    |
| 21-02-02 | RC Cannes - PTPS Piła              | 3 - 0    | 25:14 | 25:15 | 25:15 |       |      | 75 - 44      | 1h:05   | 1.700    |

### Kvalificerade lag
- Volley Bergamo
- RC Cannes
- Eczacıbaşı SK
- CV Tenerife

## Slutspel
Slutspelet genomfördes i Istanbul, Turkiet helgen 16/17 mars.

### Spelschema
|  | Semifinaler    | Semifinaler |                |           | Final               | Final               |  |
|  |                |             |                |           |                     |                     |  |
|  | CV Tenerife    | 0           |                |           |                     |                     |  |
|  | CV Tenerife    | 0           |                |           |                     |                     |  |
|  | RC Cannes      | 3           |                |           |                     |                     |  |
|  | RC Cannes      | 3           |                | RC Cannes | 3                   |                     |  |
|  |                |             |                | RC Cannes | 3                   |                     |  |
|  |                |             | Volley Bergamo | 0         |                     |                     |  |
|  | Eczacıbaşı SK  | 0           | Volley Bergamo | 0         |                     |                     |  |
|  | Eczacıbaşı SK  | 0           |                |           |                     |                     |  |
|  | Volley Bergamo | 3           |                |           | Match om tredjepris | Match om tredjepris |  |
|  | Volley Bergamo | 3           |                |           |                     |                     |  |
|  |                |             |                |           |                     |                     |  |
|  |                |             |                |           | CV Tenerife         | 2                   |  |
|  |                |             |                |           | CV Tenerife         | 2                   |  |
|  |                |             |                |           | Eczacıbaşı SK       | 3                   |  |

#### Resultat
| Datum    | Mellan                         | Resultat | Set   | Set   | Set   | Set   | Set   | Poäng totalt | Speltid | Åskådare |
| Datum    | Mellan                         | Resultat | 1     | 2     | 3     | 4     | 5     | Poäng totalt | Speltid | Åskådare |
| -------- | ------------------------------ | -------- | ----- | ----- | ----- | ----- | ----- | ------------ | ------- | -------- |
| 16-03-02 | CV Tenerife - RC Cannes        | 0 - 3    | 18:25 | 12:25 | 21:25 |       |       | 51 - 75      | 1h:07   | 2.500    |
| 16-03-02 | Eczacıbaşı SK - Volley Bergamo | 0 - 3    | 18:25 | 20:25 | 20:25 |       |       | 58 - 75      | 1h:06   | 3.500    |
| 17-03-02 | CV Tenerife - Eczacıbaşı SK    | 2 - 3    | 18:25 | 25:23 | 16:25 | 25:20 | 15:12 | 99 - 105     | 1h:43   | 3.000    |
| 17-03-02 | RC Cannes - Volley Bergamo     | 3 - 1    | 25:19 | 25:19 | 20:25 | 25:18 |       | 95 - 81      | 1h:35   | 1.500    |